# Rue Marcadet
Rue Marcadet är en gata i Quartier des Grandes-Carrières, Quartier de Clignancourt och Quartier de la Goutte-d'Or i Paris artonde arrondissement. Enligt en uppgift är gatan uppkallad efter familjen Marcadé, som härstammade från 1400-talet. Rue Marcadet börjar vid Rue Stephenson 61 och Rue Ordener 41 och slutar vid Avenue de Saint-Ouen 86 och Rue Championnet 233.

## Omgivningar
- Sainte-Geneviève des Grandes Carrières
- Saint-Jean de Montmartre
- Square Carpeaux
- Square Léon-Serpollet
- Square Raymond-Souplex
- Impasse des Cloÿs
- Passage des Cloÿs
- Rue des Cloÿs

## Bilder
| - Rue Marcadet. - Gatuskylt. - Sainte-Geneviève des Grandes Carrières. - Saint-Jean de Montmartre. - Impasse des Cloÿs. |

## Kommunikationer
- Tunnelbana – linje  – Lamarck – Caulaincourt
- Busshållplats Damrémont – Marcadet – Paris bussnät

### Webbkällor
- ”Rue Marcadet”. Mairie de Paris. https://web.archive.org/web/20150910031745/http://www.v2asp.paris.fr/commun/v2asp/v2/nomenclature_voies/Voieactu/5921.nom.htm. Läst 11 september 2023.
- ”Rue Marcadet”. Les rues de Paris. https://web.archive.org/web/20190628000808/http://www.parisrues.com/rues18/paris-18-rue-marcadet.html. Läst 11 september 2023.